# Landvogtei Schwaben

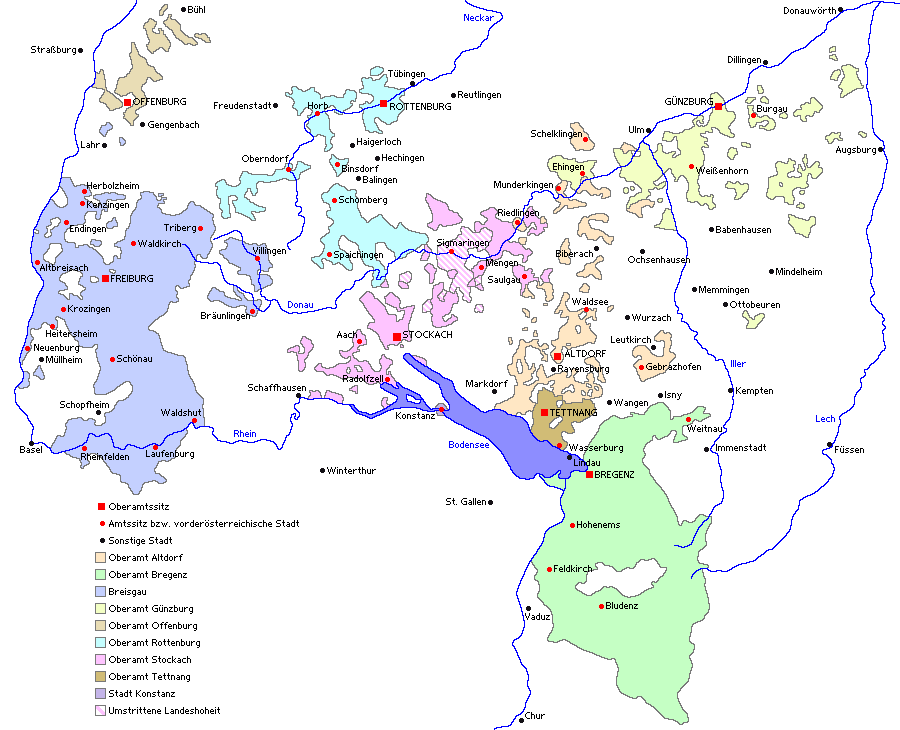
Vorderösterreich um 1780
Oberamt Altdorf

Die Landvogtei Schwaben, ab 1750 Oberamt Altdorf, gehörte zu Vorderösterreich und war somit ein Teil des Habsburgerreiches. Sie entstand nach dem Untergang des Herzogtums Schwaben am Ende des 13. Jahrhunderts als Reichslandvogtei in Ober- und Niederschwaben, kam als Reichspfandschaft 1541 endgültig an das Haus Habsburg und verblieb dort als Teil von Vorderösterreich bis 1805.

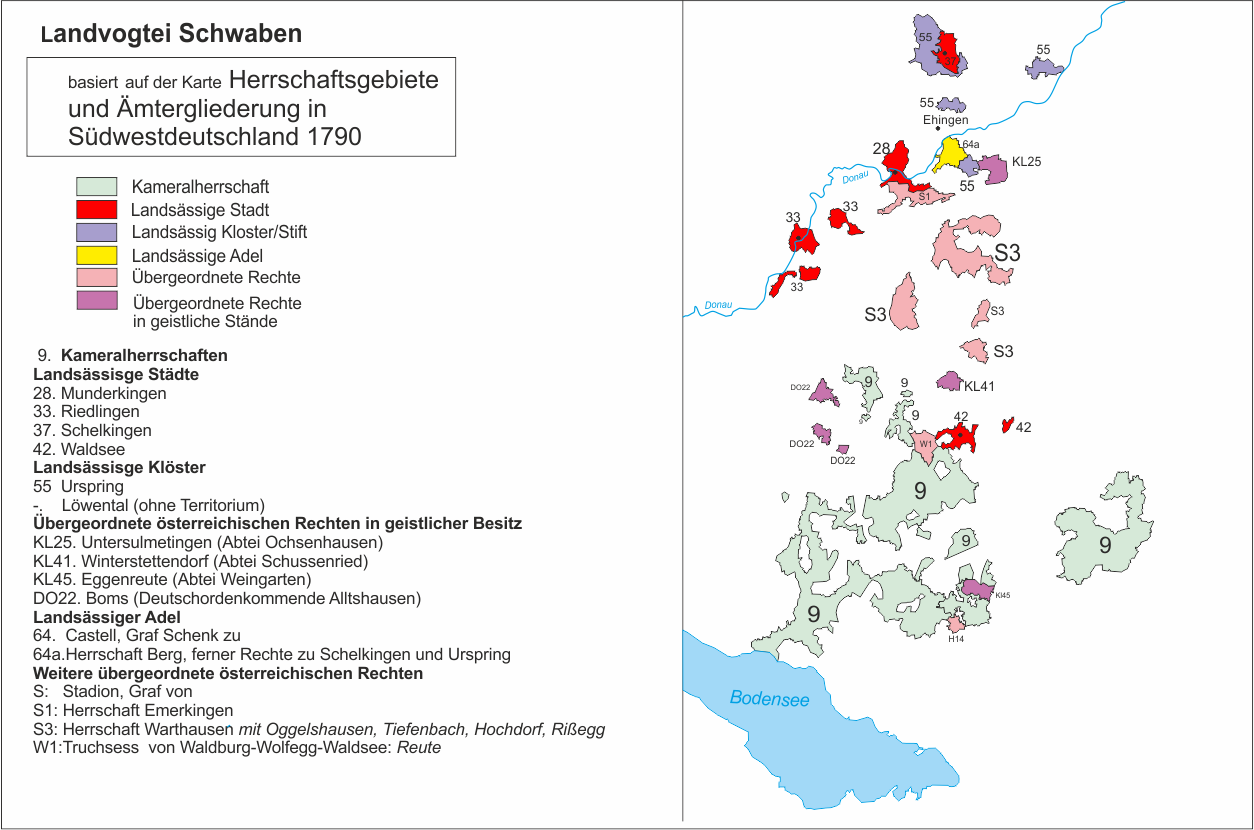
Landvogtei Schwaben um 1790

Die Landvogtei umfasste Gebiete vom östlichen Nordufer des Bodensees über das Schussental (Waldsee) bis zur Ostalb (Schelklingen, die Stadt Riedlingen), außerdem im Westallgäu das Umland der Reichsstadt Leutkirch im Allgäu (Gebrazhofen). Die Landvogtei war in eine Obere Landvogtei und eine Untere Landvogtei geteilt. Sitz der Oberen Landvogtei war ursprünglich Ravensburg und seit 1647 Altdorf (heute Weingarten).
Nach dem Pressburger Frieden vom 26. Dezember 1805 fiel das Oberamt Altdorf an das Königreich Württemberg. Das Amt Gebrazhofen zunächst an das Königreich Bayern, 1810 dann aber ebenfalls an Württemberg. Aufgrund des Pariser Grenzvertrags zwischen Bayern und Württemberg von 1810 kam auch die Stadt Ravensburg an Württemberg, und aus dem Oberamt Altdorf entstand das Oberamt Ravensburg.